# 772 Tanete
772 Tanete este un asteroid din centura principală, descoperit pe 19 decembrie 1913, de Adam Massinger.